# Földváry Ákos
Földváry Ákos (Ákusius Foeldvary) (Szilasbalhás, 1823. október 29. – Pécs, 1883. augusztus 2.) állami főreáliskolai tanár.

## Élete
Tanulmányait a sárospataki református kollégiumban végezte s 1848-ig a jogi pályán különféle állásokat töltött be. Ekkor honvédtüzér lett és 1849. május 16-án honvéd-tűzmesterből hadnagy. A szabadságharcot végigküzdötte, azután keletre menekült és 26 évet külföldön tartózkodott. Legtöbb időt Párizsban töltött. 1874-ben visszatért Magyarországra és 1875-ben a pécsi főreáliskolánál a francia nyelv helyettes tanára lett. Történelemből és francia nyelvből tanári képesítést szerzett, és 1879-ben rendes tanárnak nevezték ki. 1883. augusztus 2-án 60 éves korában elhunyt Pécsett. Örök nyugalomra helyezték 1883. augusztus 4-én szombaton délután a budai külvárosi közsírkertben.

## Munkái
- Les Ancêtres ďAttila: Étude historique sur les races scythiques. Paris: Sandoz et Fischbacher. 1875.  203 oldal
- Annuaire des sciences historiques: Bibliographie des ouvrages d'érudition. (franciául) Újranyomás. Paris: Hachette et cie, BiblioBazaar. 1877.  ISBN 9781148653297 )
- Attila elődei: Történeti tanulmány a szittya fajokról. Kassa: Werfer. 1876.  206 oldal